# Televisió Valenciana
Televisió Valenciana va ser una societat pública valenciana pertanyent al grup Radiotelevisió Valenciana (RTVV) que gestionava diferents canals de televisió Nou Televisió, Nou 24 i Nou HD.
El 22 de desembre del 1986 la marca Televisió Valenciana va ser registrada a l'Oficina Espanyola de Patents i Marques.

## Canals del grup
| Canal | Nom                 | Temàtica                    | Primera emissió        | Darrera emissió         |
| ----- | ------------------- | --------------------------- | ---------------------- | ----------------------- |
|       | Nou o Canal 9       | Generalista                 | 5 de setembre del 1989 | 29 de novembre del 2013 |
|       | Nou 24              | Notícies                    | 6 de setembre del 2010 | 29 de novembre del 2013 |
|       | Nou HD o Canal 9 HD | Contingut en alta definició | 1 d'agost del 2009     | 29 de novembre del 2013 |

### Antics canals del grup
| Canal                              | Nom                                | Temàtica | Primera emissió                        | Darrera emissió         | Notes |
| ---------------------------------- | ---------------------------------- | --- | -------------------------------------- | ----------------------- | --- |
| Notícies Nou                       | Notícies 9                         | Notícies | 16 de febrer del 1997                  | 30 d'abril del 1999     | El va substituir Punt 2 |
| Punt 2                             | Punt 2                             | Cultural, infantil i esportiva                                                                                              | 1 de maig de 1999                      | 5 de setembre del 2010  | El va substituir Canal Nou Dos |
| Canal Comunitat Valenciana         | Canal Comunitat Valenciana         | Generalista fora del territori valencià                                                                                     | 15 de setembre del 1997                | 5 de maig de 2005       | El va substituir Televisió Valenciana Internacional |
| Televisió Valenciana Internacional | Televisió Valenciana Internacional | Generalista fora del territori valencià i emissió a Catalunya a la TDT i en analògic a les Illes Balears entre 2009 i 2010. | 6 de maig de 2005                      | 5 de setembre del 2010  | El va substituir Canal Nou Internacional Des del 16 de juliol del 2010 només es podia vore per internet |
| 24/9                               | 24/9                               | Notícies | 3 de febrer del 2009                   | 5 de setembre del 2010  | El va substituir Nou 24 |
|                                    | Canal Nou 2                        | Cultural, infantil i esportiva                                                                                              | 6 de setembre del 2010                 | 5 de juliol del 2013    | Es va fusionar amb Nou 24 |
|                                    | Telenoticias                       | Notícies de la FORTA. | 15 de setembre del 1997                | 31 de juliol del 1998   | Canal de notícies dels canals de la FORTA, constituïda, en aquell moment, per ETB, TV3, TVG, Telemadrid, Canal Sur i Canal 9. |
|                                    | Galeusca TV                        | Canal internacional d'entreteniment de la FORTA.                                                                            | 15 de setembre del 1997 (incorporació) | 30 de setembre del 1998 | Canal d'entreteniment creat el 31 de desembre de 1996, que reagrupava inicialment programes rellevants d'ETB, TV3 i TVG. L'1 d'abril de 1997, TVG deixa de participar al canal. A partir del 15 de setembre, s'hi inclouen programes de Telemadrid, Canal Sur i Canal 9.                                     |
|                                    | Canal 9 Internacional              | Canal d'internet | 6 de setembre del 2010                 | 28 de febrer del 2011   | No podia ser mantingut. Substituït per l'emissió online de Nou Multimèdia (només a Internet). |
|                                    | Canal 9 Balears                    | Emissió de Canal 9 per a les Illes Balears                                                                                  | 27 d'agost de 2005                     | 1 de març de 2009       | Emetia Canal 9 en analògic amb programes de Punt 2 quan hi havia algun programa amb emissió restringida (partits de futbol o pel·lícules ja emeses a IB3 Televisió). A partir de desembre de 2007, els programes de Punt 2 que s'emetien durant les emissions restringides van ser substituïts pels de TVVI. |